# Christophe Clarac
Pas d'image ? Cliquez ici

a Compétitions nationales et continentales officielles uniquement.

b Matchs officiels uniquement.
Dernière mise à jour le 15 novembre 2021.
Christophe Clarac, né le 5 janvier 1985 à Auch (Gers), est un joueur de rugby à XV français qui évolue au poste de demi de mêlée (1,73 m pour 78 kg).

## Carrière
- Jusqu'en 2005 : SU Agen
- 2005-2014 : FC Auch
- 2014-2016 : UA Libourne
- 2016-2017 : Stade langonnais

## Palmarès

### En club
- Champion de France de Pro D2 : 2007
- Champion de France Espoirs 2007
- Champion de France Cadet B et Minimes A

### En équipe nationale
- Équipe de France -21 ans : champion du monde 2006 en France (2 sélections à la suite de la blessure de Fabien Cibray)